# Estádio Julio César Villagra
O Estádio Julio César Villagra, mais conhecido como o Gigante de Alberdi, é um estádio multi-uso localizado no coração do bairro Alberdi, na cidade de Córdoba, na Argentina. Atualmente é usado principalmente para jogos de futebol. O estádio tem  capacidade para 30.500 espectadores e foi inaugurado em 17 de março de 1929. É a casa do clube Belgrano de Córdoba, que atua na Superliga Argentina, a primeira divisão do futebol argentino.

## História

### Inauguração
Em 1928, foi construída a primeira arquibancada para que o Belgrano pudesse finalmente realizar o sonho de ter um estádio próprio. Em 17 de março de 1929, diante de 10 mil pessoas, o sonho tornou-se realidade e o estádio foi oficialmente inaugurado. Ele foi o primeiro estádio do interior do país a ter uma tribuna de cimento. É o mais antigo estádio da cidade de Córdoba, e foi apelidado de El Gigante [O Gigante], porque suas dimensões excediam as dos demais estádios da época.
A primeira volta olímpica no estádio ocorreu no ano de sua inauguração, na ocasião, o Belgrano venceu o Talleres por 3 a 2 com gols de Romero, Lascano e Infante, e sagrou-se campeão da Liga Cordobesa de 1929. No dia 5 de dezembro de 1945, foi inaugurado pelo Belgrano o sistema de iluminação durante uma partida amistosa contra o Newell’s Old Boys de Rosário, permitindo assim que fossem realizados jogos de futebol noturnos.

### Reinauguração
Devido às crises econômicas e institucionais sofridas pelo país ao longo de várias décadas e das quais a instituição não esteve alheia, os investimentos em infraestrutura eram escassos e o estádio ficou em estado de abandono por muitos anos. No entanto, em 24 de maio de 1997, o "Gigante" foi reinaugurado, depois de várias modificações, com uma partida vencida por 2 a 1 frente a Seleção Argentina Sub-20, campeão do mundo e treinada por José Pékerman.

### Ampliação
Em 9 de setembro de 2017, a arquibancada "Tomás Cuellar" ampliou a capacidade do estádio do Belgrano para 30.500 espectadores. Atualmente, após várias reformas, tem capacidade para 30.500 pessoas, sendo o segundo maior estádio da Província.

## Nome oficial
Desde o dia 15 de setembro de 1993, o nome oficial do estádio é Julio César Villagra, em homenagem a um dos maiores ídolos da história do celeste na década de 1980 e 1990.